# Bourg-de-Sirod
Bourg-de-Sirod – miejscowość i gmina we Francji, w regionie Burgundia-Franche-Comté, w departamencie Jura.
Według danych na rok 1990 gminę zamieszkiwały 63 osoby, a gęstość zaludnienia wynosiła 14 osób/km² (wśród 1786 gmin Franche-Comté Bourg-de-Sirod plasuje się na 680. miejscu pod względem liczby ludności, natomiast pod względem powierzchni na miejscu 842.).